# Silvia Scott
Silvia Scott (Buenos Aires, Argentina; ?- Idem; 1990) fue una actriz, bailarina y vedette argentina.

## Carrera
Segunda vedette de gran éxito en los teatros porteños bajo el género revisteril, Silvia Scott supo desplegar sus plumas junto a otras medias vedettes de la talla de Katia Iaros, Adriana Parets, Hilda Mayo, las hermanas Norma Pons Y Mimí Pons, Susana Rubio y Julia Alson, entre otras.
Llamada  por los publicistas como La reina del mokini por su elegancia y escultural cuerpo con el que lucia prendas atractivas, se formó vocacionalmente en la danza tras  formar parte del personal de bailarinas del Teatro Colón.
Tuvo un sonado romance con el actor y humorista Rafael Carret. Luego se casó con el médico Miguel Enrique Bellizzi, quien fue el que hizo el primer trasplante de corazón en la Argentina, tras la muerte de Scott este se suicidó el 20 de noviembre de 1991.

## Teatro
- Solo para mayores (1964), con Pepe Marrone, Alfredo Barbieri, Juanita Martínez, Virma González, Zulma Faiad  y Julia Alson.
- !Esto es París¡ (1964), estrenado en el Teatro El Nacional con Nélida Roca, Adolfo Stray, Gogó Andreu, Pepe Parada, Hellen Grant, Roberto García Ramos, Rafael Carret y Pablo Del Río.
- !La Revista está Loca…Loca…Loca… Loca…¡ (1964), en el Teatro La Comedia de Rosario con Adolfo Stray, Nélida Roca, Roberto García Ramos, Hellen Grant, Carlos Scazziotta, Pepe Parada y Pablo del Río.
- Stray al Gobierno, Marrone al Poder (1973) junto a los grandes capocómicos Adolfo Stray y José Marrone, la cantante Estela Raval y la vedette Katia Iaros.[2]